# 沙谢克
沙谢克（法語：Chassiecq，法語發音：[ʃasjɛk]）是法国夏朗德省的一个市镇，属于孔福朗区。

## 地理
沙谢克（45°57'14"N, 0°22'45"E）面积13.06 平方千米，位于法国新阿基坦大区夏朗德省，该省份为法国西部内陆省份，北起德塞夫勒省和维埃纳省，东临上维埃纳省，东南至多尔多涅省，南至多爾多涅省，西接滨海夏朗德省。
与沙谢克接壤的市镇（或旧市镇、城区）包括：索内特河畔博略、香槟穆通、楠特伊昂瓦莱、圣古尔松、蒂尔贡、圣叙尔皮斯-德吕费克。
沙谢克的时区为UTC+01:00、UTC+02:00（夏令时）。

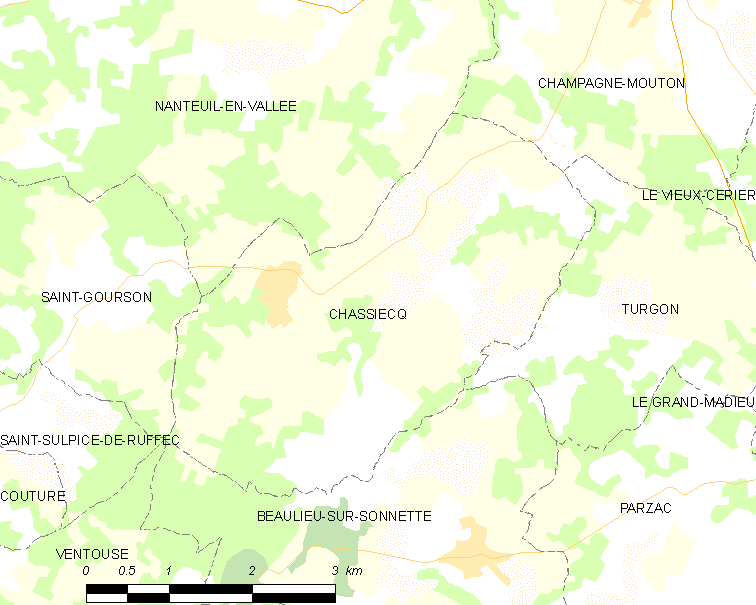
沙谢克的OSM定位图

## 行政
沙谢克的邮政编码为16350，INSEE市镇编码为16087。

## 政治
沙谢克所属的省级选区为夏朗德-博尼约尔县。

## 人口

1962-2008年间沙谢克人口变化图示

沙谢克于2022年1月1日时的人口数量为148人。